# Доходный дом купцов Грачёвых
Доходный дом купцов Грачёвых — особняк в историческом центре Каменска-Уральского, Свердловской области.
Постановлением Правительства Свердловской области № 859-ПП от 28 декабря 2001 года присвоен статус памятника архитектуры регионального значения.

## История
Доходный дом принадлежал семье Грачёвых, отцу и сыну, Василию Ивановичу и Ивану Васильевичу. Основным источником инвестиций в здание были средства вырученные от хлебной торговли.
Здание было национализировано в конце 1920-х и в нём расположили портновскую мастерскую на 25 рабочих мест. Впоследствии в здании были сберегательная касса, домоуправление, с 1925 по 1973 годы редакция газеты «Красный Север».
Сейчас в здании расположен библиотечный коллектор.

## Архитектура
Двухэтажное прямоугольное в плане здание расположено в исторической части города в Старом Каменске. Особняк поставлен по оси север-юг, главным является южный фасад выходящий на улицу Ленина (бывшая Большая Московская).
Здание поставлено из кирпича, на первом ярусе располагался небольшой аптекарский магазин, на втором жилые комнаты.
Композиция первого этажа типична для магазинов второй половины XIX века, применена трёхчастная симметричная схема, когда по центру расположен вход в торговый зал, а по краям витринные окна.
Особняк выполнен в стиле эклектики с элементами кирпичного стиля. Главный фасад симметричен. Углы фасадов оформлены лопатками, которые переходят в межэтажный пояс. На втором этаже они декорированы сдвоенными пилястрами, которые также используются в оформлении простенка. На втором этаже расположено пять одинаковых окон. Карниз профилированный с широким выступом. Верхняя часть завершена двускатным аттиком и парапетными столбиками в форме башен. Башни декорированы поясом из арок стрельчатой формы. На внутреннем поле фронтона находится запись с датой строительства дома: «1907».